# Rustam Sultonov
Rustam Sultonov (ur. 1 stycznia 1989) – uzbecki zapaśnik walczący w stylu klasycznym. Zajął 40 miejsce na mistrzostwach świata w 2011. Brązowy medal na mistrzostwach Azji w 2011 roku.